# Büg
Büg ist ein Gemeindeteil des Marktes Eckental im Landkreis Erlangen-Höchstadt (Mittelfranken, Bayern). Die Gemarkung Büg hat eine Fläche von 0,810 km². Sie ist in 923 Flurstücke aufgeteilt, die eine durchschnittliche Flurstücksfläche von 877,47 m² haben.

## Geografie
Das Dorf befindet sich im Erlanger Albvorland etwa zweieinhalb Kilometer nordnordöstlich des Verwaltungszentrums von Eckental auf 317 m ü. NHN. Die Anbindung an das öffentliche Straßennetz wird durch mehrere innerörtliche Gemeindestraßen hergestellt, die Büg über das Ortsgebiet von Forth mit der südöstlich des Dorfes vorbeiführenden Bundesstraße 2 verbinden.

## Geschichte
Die erste urkundliche Erwähnung von Büg war 1398, als die späteren Reichsfreiherren von Gotzmann von den Burggrafen von Nürnberg mit dem Ort belehnten wurden; sie erwarben im 17. Jahrhundert auch Mausgesees. Nachdem die Hauptlinie 1611 mit dem Tod von Hans Friedrich Gotzmann von Thurn zu Neuhaus, Büg, Brand und Stopfenheim erloschen war, traten die Freiherren von Bünau das Erbe an. Sie bauten um die Mitte des 18. Jahrhunderts das Schloss Büg an der Stelle eines abgebrochenen mittelalterlichen Vorgängerbaus, das dann der Sitz des reichsunmittelbaren Rittergutes Büg war. Ihr Wappen befindet sich über dem Portal. Dieses Schloss war der Kern des Dorfes Büg. Um 1791 erwarb Freiherr Karl von Egloffstein, der aus der Adelsfamilie Egloffstein stammte und ein Schwiegersohn des Günther von Bünau war, das überschuldete Rittergut. Im Zuge der „napoleonischen Flurbereinigung“ gelangte das Rittergut Büg zu Beginn des 19. Jahrhunderts zunächst in den Besitz des preußischen Ansbach-Bayreuth, wenig später wurde es nach der Niederlage Preußens 1807 im Vierten Koalitionskrieg mit dem Fürstentum Bayreuth der französischen Militärverwaltung unterstellt. 1810 wurde es bayerisch, nachdem es vom Königreich Bayern käuflich erworben worden war.
Durch die Verwaltungsreformen zu Beginn des 19. Jahrhunderts im Königreich Bayern wurde Büg mit dem Zweiten Gemeindeedikt eine Ruralgemeinde, die im Jahr 1925 in die Gemeinde Forth eingegliedert wurde. Im Zuge der kommunalen Gebietsreform in Bayern wurde Büg am 1. Juli 1972 in die neu gebildete Einheitsgemeinde Eckental eingegliedert.

## Baudenkmäler

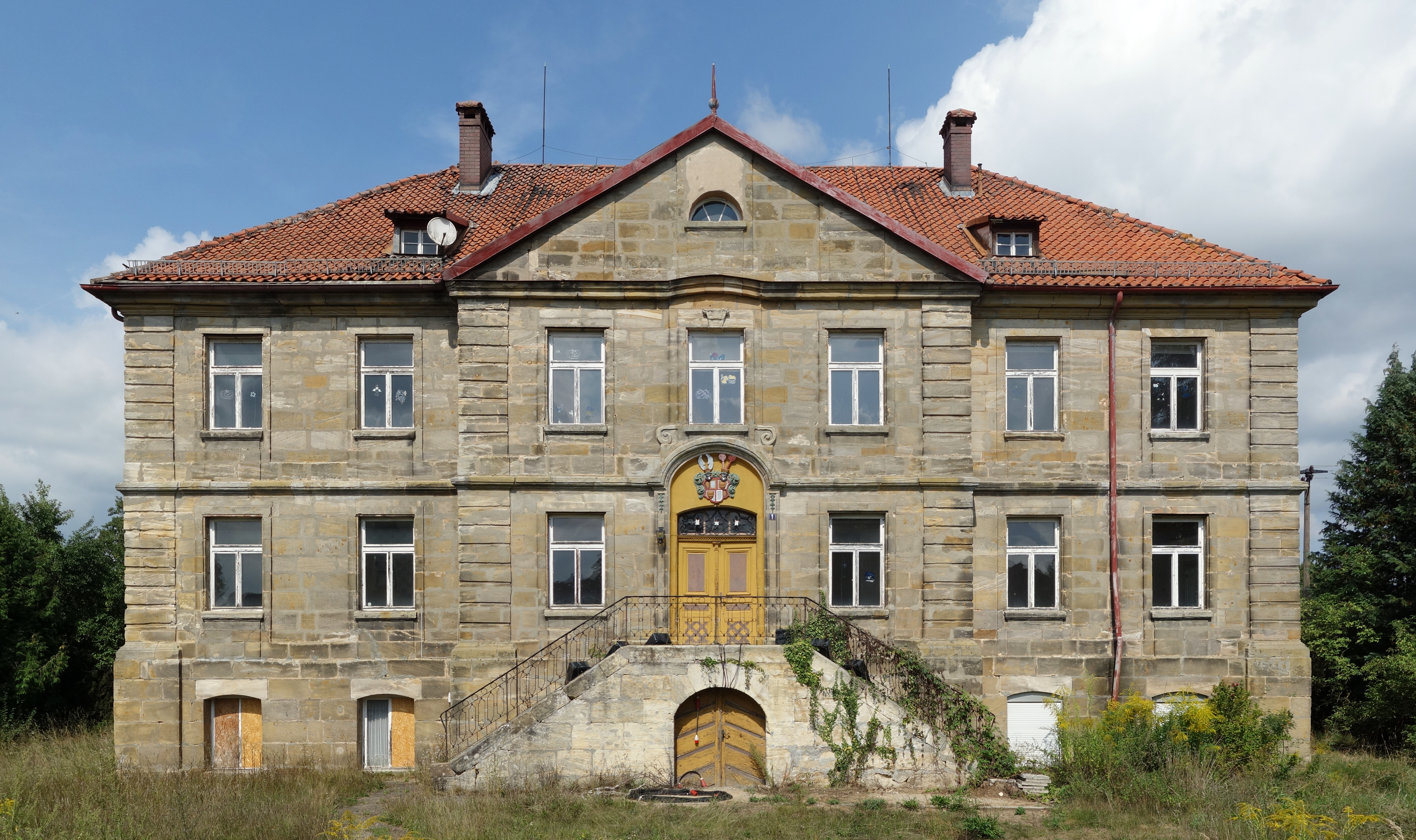
Schloss Büg, ehemaliger Rittergutssitz

In Büg befinden sich vier denkmalgeschützte Objekte, darunter das Schloss Büg. Dieses kam aus dem Besitz der Egloffsteiner 1814 durch Verkauf an den Nürnberger Stadtkommissar Johann Georg Ritter Kracker von Schwarzenfeld, der das Schloss renovierte, aber viele landwirtschaftliche Flächen vom Gut abtrennte und gewinnbringend veräußerte, bis er 1818 den Restbesitz an Friedrich und Felicitas von Gohren verkaufte. 1841 erwarb es der bayerische Staat, der es 1848 versteigern ließ; die erwerbende Bietergemeinschaft aus Forth trennte die letzten landwirtschaftlichen Flächen ab und verkaufte das Schloss sowie die Ökonomie-, Gerichts- und Verwaltungsgebäude separat. Das Schloss kam in wechselnde Hände, bis es Anfang des 20. Jahrhunderts die Adolf und Julie Schwarz-Stiftung in Nürnberg kauften, die dort 1912 ein Israelitisches Kindererholungsheim einrichtete. 1938 wurde dieses „arisiert“ und dem NS-Lehrerbund Bayreuth zugeschanzt. 1941 richtete das NS-Regime im Schloss ein Auffanglager für Russland-Deutsche ein, später folgten andere Flüchtlinge, in den frühen 1950er Jahren wurde das Schloss auch als Schulhaus genutzt. 1955 wurde es der Jewish Restitution Successor Organisation übergeben, die es später wieder privatisierte. 2001 erwarb es die Gemeinde Eckental, die es sanieren will.